# Potworów (Mazovie)
Pour les articles homonymes, voir Potworów.
Potworów (prononciation : [pɔtˈfɔruf]) est un village polonais de la gmina de Potworów dans le powiat de Przysucha de la voïvodie de Mazovie dans le centre-est de la Pologne.
Le village est le siège administratif (chef-lieu) de la gmina appelée gmina de Potworów.
Il se situe à environ 19 kilomètres au nord-est de Przysucha (siège du powiat) et à 81 kilomètres au sud de Varsovie (capitale de la Pologne).
Le village compte approximativement une population de 990 habitants.

## Histoire
De 1975 à 1998, le village appartenait administrativement à la voïvodie de Radom.